# Ribeauvillé
Ribeauvillé là một xã trong tỉnh Haut-Rhin, thuộc vùng Grand Est của nước Pháp, có dân số là 4.929 người (thời điểm 1999). Ribeauvillé nằm 15 km phía tây-bắc của Colmar. Xã có nhiều nhà cổ từ thế kỉ 16/17, nhà thờ St.Grégoire-le-Grand từ thế kỉ 13. Vì thế mà xã là một điểm du lịch được ưa thích trong vùng trồng nho dọc theo Đường rượu nho (Route du Vin).

## Thông tin nhân khẩu
| 1962  | 1968  | 1975  | 1982  | 1990  | 1999  |
| ----- | ----- | ----- | ----- | ----- | ----- |
| 3 960 | 4 137 | 4 282 | 4 506 | 4 774 | 4 929 |

## Các thành phố kết nghĩa
- Landau in der Pfalz, Đức

## Nhân vật nổi tiếng
- Philipp Jacob Spener (1635 - 1705), nhà thần học
- Johann Baptist Wendling, nhà soạn nhạc
- Carl August của Steinheil, nhà vật lý học
- Maurice Lévy (1838 - 1910), nhà toán học, nhà vật lý học và kĩ sư